# Малий Билач
45°19′ пн. ш. 17°55′ сх. д. / 45.32° пн. ш. 17.91° сх. д.
Малий Билач (хорв. Mali Bilač) — населений пункт у Хорватії, у Пожезько-Славонській жупанії у складі міста Плетерниця.

## Населення
Населення за даними перепису 2011 року становило 21 осіб.
Динаміка чисельності населення поселення:

## Клімат
Середня річна температура становить 10,90 °C, середня максимальна – 25,16 °C, а середня мінімальна – -6,12 °C. Середня річна кількість опадів – 788 мм.
| Клімат поселення                              | Клімат поселення | Клімат поселення | Клімат поселення | Клімат поселення | Клімат поселення | Клімат поселення | Клімат поселення | Клімат поселення | Клімат поселення | Клімат поселення | Клімат поселення | Клімат поселення | Клімат поселення |
| Показник                                      | Січ.             | Лют.             | Бер.             | Квіт.            | Трав.            | Черв.            | Лип.             | Серп.            | Вер.             | Жовт.            | Лист.            | Груд.            |                  |
| Середній максимум, °C                         | 5,79             | 8,01             | 12,49            | 16,99            | 22,20            | 25,15            | 25,16            | 24,51            | 20,39            | 15,13            | 9,36             | 5,40             |                  |
| Середня температура, °C                       | −0,18            | 2,05             | 6,52             | 11,02            | 16,24            | 19,19            | 21,16            | 20,52            | 16,38            | 11,13            | 5,37             | 1,41             |                  |
| Середній мінімум, °C                          | −6,12            | −3,92            | 0,56             | 5,06             | 10,28            | 13,24            | 17,16            | 16,52            | 12,39            | 7,12             | 1,38             | −2,59            |                  |
| Норма опадів, мм                              | 49               | 49               | 48               | 59               | 74               | 100              | 70               | 67               | 57               | 71               | 80               | 64               |                  |
| Середньомісячна швидкість вітру, м/с          | 1.97             | 2.23             | 2.51             | 2.44             | 2.19             | 2.01             | 1.95             | 1.81             | 1.80             | 1.86             | 1.96             | 2.03             |                  |
| Середньомісячна сонячна радіація, кДж/м²·день | 4300             | 7030             | 10885            | 15270            | 19177            | 21174            | 22186            | 20224            | 14930            | 9249             | 4861             | 3624             |                  |
| --------------------------------------------- | ---------------- | ---------------- | ---------------- | ---------------- | ---------------- | ---------------- | ---------------- | ---------------- | ---------------- | ---------------- | ---------------- | ---------------- | ---------------- |
| Джерело:                                      |                  |                  |                  |                  |                  |                  |                  |                  |                  |                  |                  |                  |                  |